# کامیلو ماستروچینکوئه
کامیلو ماستروچینکوئه (انگلیسی: Camillo Mastrocinque؛ ‏ ۱۱ مهٔ ۱۹۰۱ – ۲۳ آوریل ۱۹۶۹) کارگردان فیلم، فیلم‌نامه‌نویس اهل ایتالیا بود.
از فیلم‌هایی که وی در آن‌ها نقش داشته است، می‌توان به آخرین رقص، دون پاسکواله، ملکه اسکالا، مردان خشن و زیباترین زوج جهان اشاره نمود.